# Râul Coroiești
Râul Coroiești este un curs de apă, afluent al râului Pereschiv. 